# Coupe des nations de rink hockey 1958
Navigation
Coupe des nations 1957 Coupe des nations 1959
La Coupe des nations de rink hockey 1958 est la 32e édition de la compétition. La coupe se déroule en avril 1958 à Montreux.

## Déroulement
La compétition se compose d'un championnat à 8 équipes. Chaque équipes rencontrant les sept autres une seule fois.

## Résultats
|    | Équipes            | Pts | J | G | N | P | BP | BC | Diff |
| -- | ------------------ | --- | - | - | - | - | -- | -- | ---- |
| 1º | / Lourenço Marques | 21  | 7 | 7 | 0 | 0 | 41 | 12 | 29   |
| 2º | Espagne            | 19  | 7 | 6 | 0 | 1 | 37 | 11 | 26   |
| 3º | Montreux HC        | 15  | 7 | 4 | 0 | 3 | 34 | 24 | 10   |
| 4º | Italie             | 15  | 7 | 3 | 2 | 2 | 28 | 22 | -4   |
| 5º | Angleterre         | 13  | 7 | 3 | 0 | 4 | 27 | 37 | -10  |
| 6º | Allemagne          | 12  | 7 | 2 | 1 | 4 | 21 | 32 | -11  |
| 7º | Belgique           | 10  | 7 | 1 | 1 | 5 | 18 | 26 | -8   |
| 8º | France             | 7   | 7 | 0 | 0 | 7 | 12 | 44 | -32  |

|                    |  | Italie | /   | Belgique | Espagne | Angleterre | France | Allemagne |
| ------------------ |  | ------ | --- | -------- | ------- | ---------- | ------ | --------- |
| Montreux HC        |  | 1-3    | 3-5 | 5-3      | 3-4     | 6-2        | 8-3    | 8-4       |
| Italie             |  |        | 1-8 | 2-2      | 2-4     | 5-3        | 2-1    | 3-3       |
| / Lourenço Marques |  |        |     | 3-1      | 4-2     | 8-2        | 9-3    | 4-0       |
| Belgique           |  |        |     |          | 1-6     | 4-5        | 4-1    | 3-4       |
| Espagne            |  |        |     |          |         | 6-1        | 10-0   | 5-0       |
| Angleterre         |  |        |     |          |         |            | 7-2    | 7-6       |
| France             |  |        |     |          |         |            |        |           |
| Allemagne          |  |        |     |          |         |            |        |           |

## Classement final
| Place | Équipe                                   |
| ----- | ---------------------------------------- |
|       | Modèle:PORb/Modèle:MOZb Lourenço Marques |
|       | Espagne                                  |
|       | Montreux HC                              |
| 4     | Italie                                   |
| 5     | Angleterre                               |
| 6     | Allemagne                                |
| 7     | Belgique                                 |
| 8     | France                                   |

| Vainqueur du tournoi de Montreux 1958 |
| ------------------------------------- |
| \| [Lourenço Marquez 1°               |